# Milan Barteska
Milan Barteska (* 17. června 1973 Opava) je bývalý český profesionální fotbalista, který hrál první českou fotbalovou ligu.
Za svou bohatou kariéru vyměnil prvoligový dres celkem čtyřikrát. Ve všech svých klubech byl oporou týmu. Při svém prvním působení v Plzni prošel kauzou, kdy byli se spoluhráčem Martinem Švejnohou obviněni z toho, že sázejí proti svému klubu. Obvinění se však neprokázala. Barteska byl i nadále oporou týmu a do Plzně se ještě jednou vrátil. V letech 2006–2009 působil v druhé fotbalové lize v SFC Opava, odkud v létě 2009 odešel do FK Sezimovo Ústí. Na přelomu let 2010 a 2011 ukončil profesionální kariéru.